# Lauerjäger

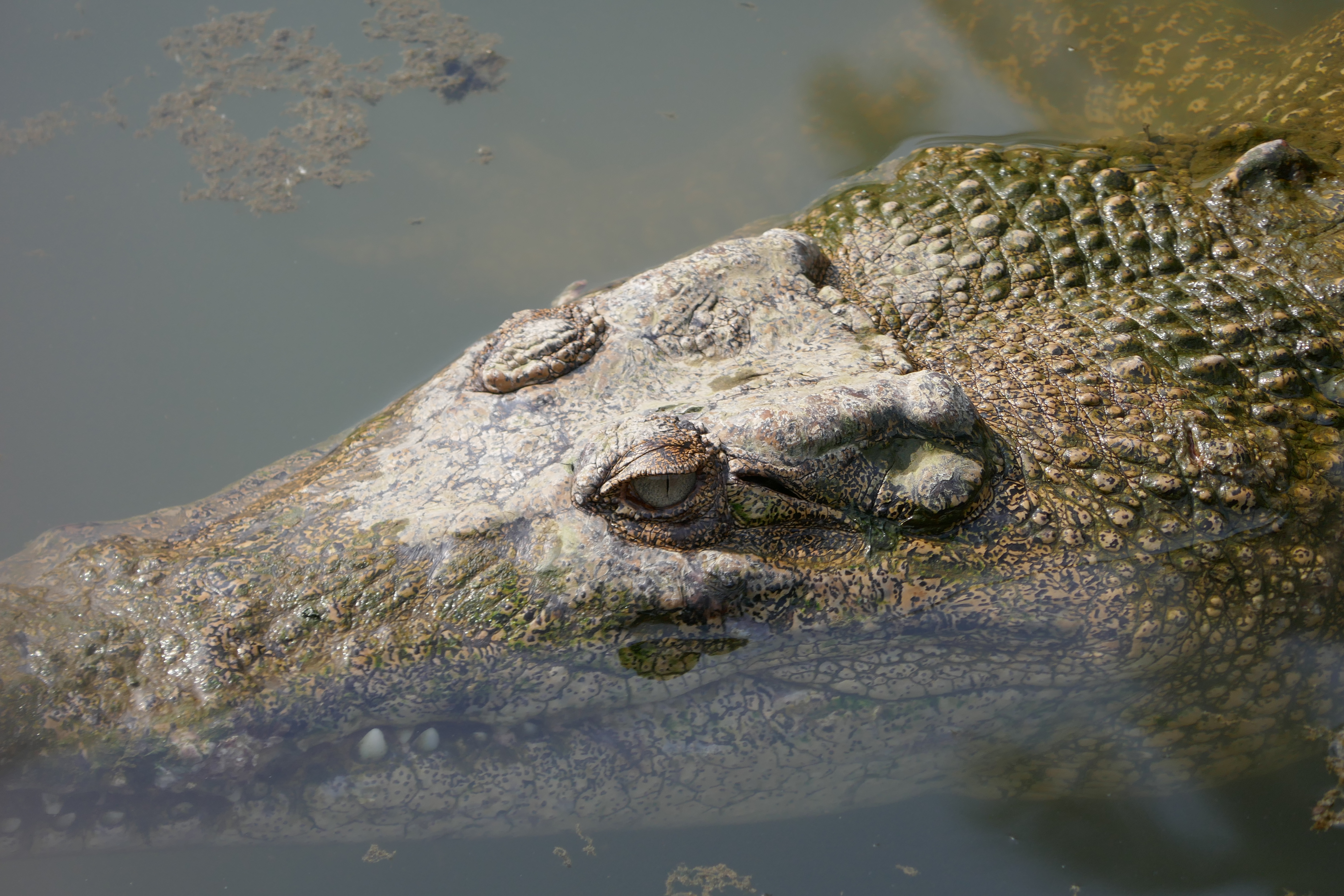
Krokodil im trüben Wasser bei der Lauerjagd

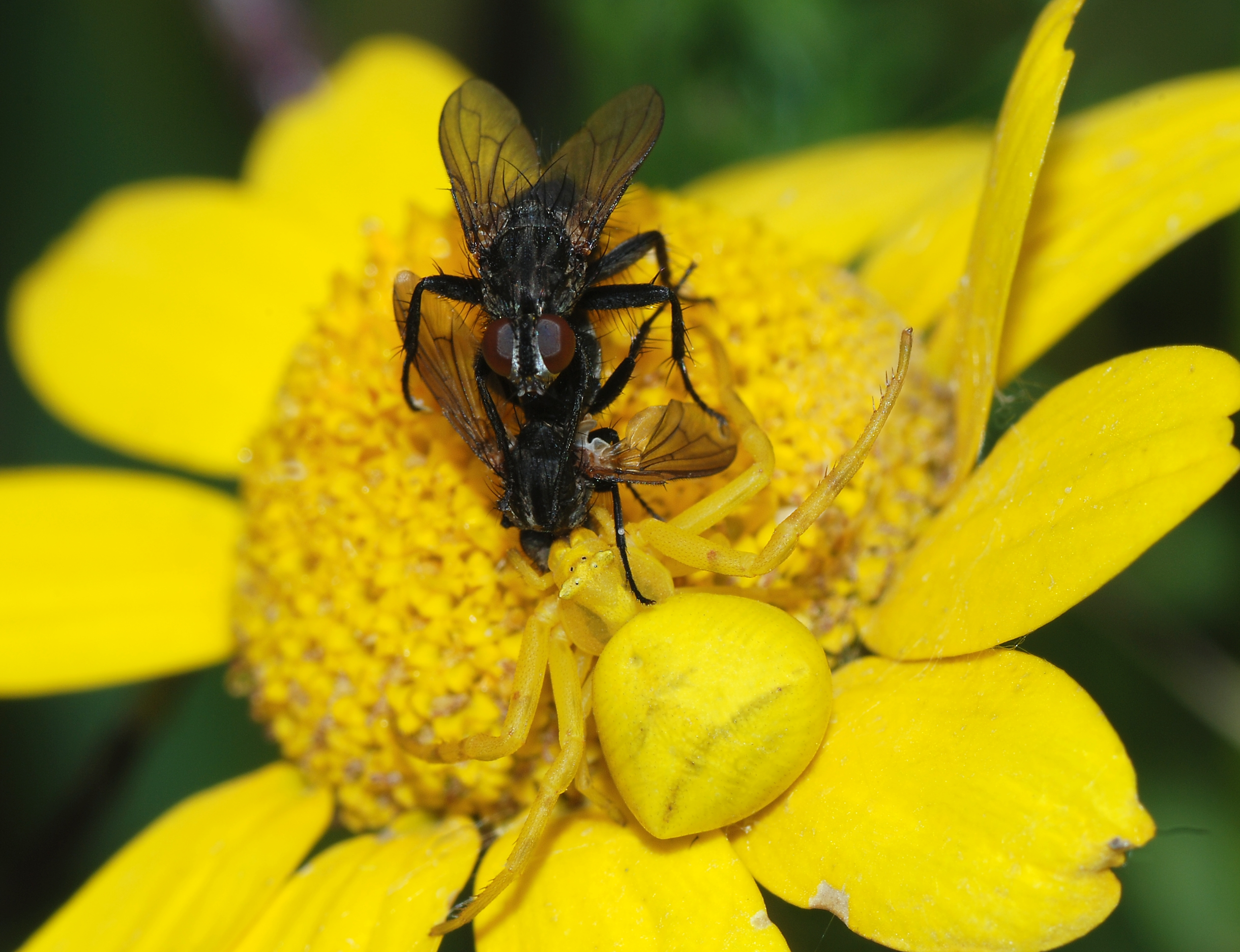
Eine als Blütenteil getarnte Veränderliche Krabbenspinne lauert auf eine Fliege

Als Lauerjäger, seltener auch als Ansitzjäger, werden in der Biologie fleischfressende (carnivore) Tiere oder auch Pflanzen bezeichnet, die mehr oder weniger an einer Stelle verharrend auf Beutetiere lauern. Wird die Tarnung durch Nachahmung unbelebter Gegenstände oder ungefährlicher Organismen erlangt, spricht man von Mimese. Der Erfolg bei der Lauerjagd beruht im Wesentlichen auf der überraschenden Überwältigung der Beute.
Manche Prädatoren wenden neben der Lauerjagd auch die Hetzjagd an; eine ausreichend hohe Beutezahl vorausgesetzt, liegt der Vorteil der Lauerjagd in dem geringeren Energieaufwand.

## Beispiele
Lauerjäger finden sich unter den Weichtieren, Gliederfüßern, Wirbeltieren und anderen Tiergruppen. Einige Beispiele:
- Säuger: einzeln jagende Katzen sind überwiegend den Lauerjägern zuzuordnen. Im Rudel jagende Katzenartige und Hundeartige sind demgegenüber eher Hetzjäger.

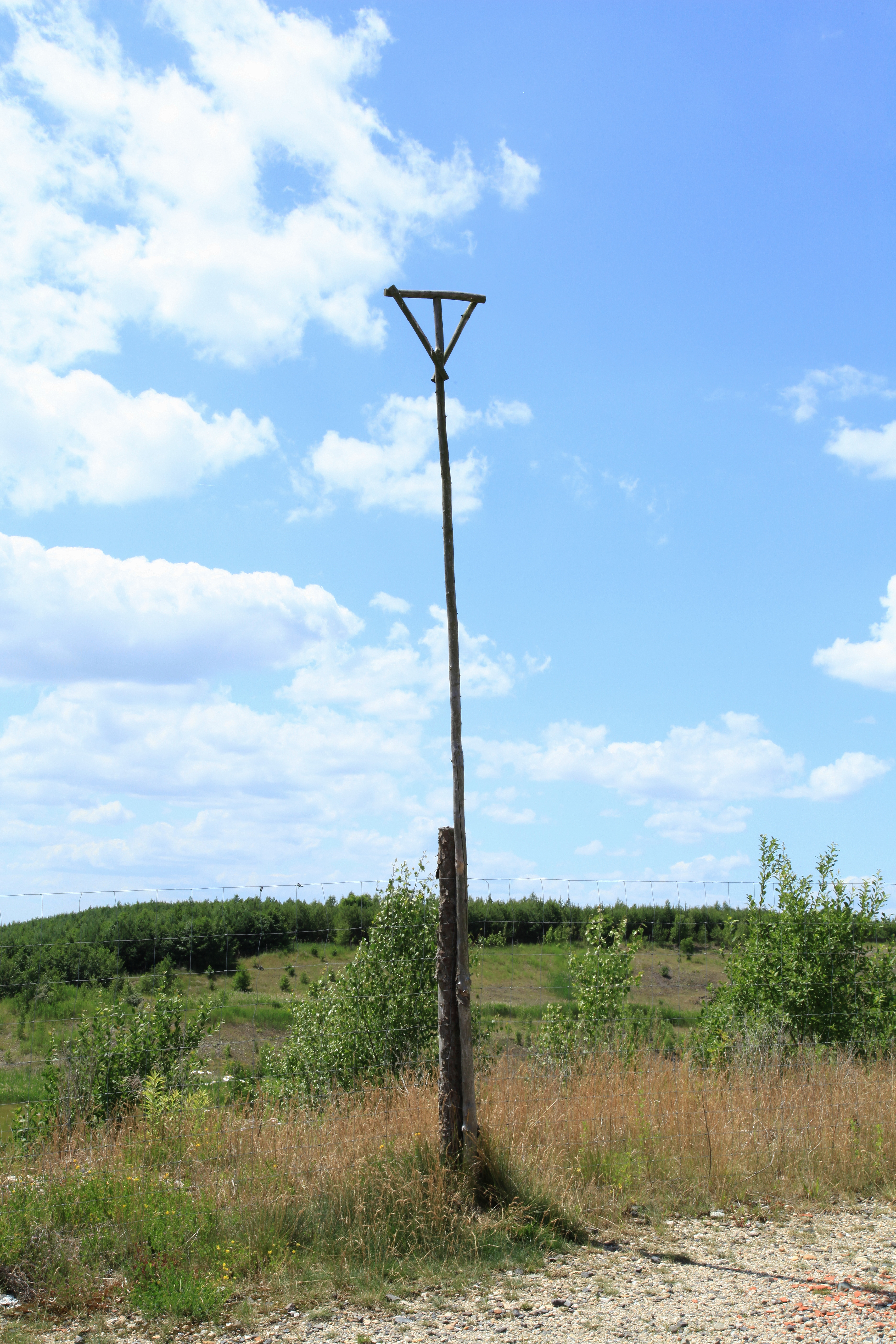
Eine Jule als künstliche Sitzwarte für Greifvögel zur Erleichterung der Jagd

- Vögel: Eine Jule als künstliche Sitzwarte für Greifvögel zur Erleichterung der Jagd Besonders bei Vögeln wird meist der Ausdruck „Ansitzjäger“ verwendet. Der Angriff erfolgt von einer Sitzwarte, beispielsweise dem Geäst eines Baumes.[5] Beispiele sind Eisvögel, Habichte und Turmfalken, die neben der Ansitzjagd auch die Luftjagd anwenden, die jedoch aufgrund des dabei eingesetzten Rüttelflugs recht kräftezehrend ist.
- Reptilien: Chamäleons, Schnappschildkröte und Krokodile sind Lauerjäger, Krokodile je nach Gegebenheit auch Hetzjäger.
- Knochenfische: Anglerfische sind ein Beispiel für Lauerjäger, die allerdings eine Lockmethode verwenden. Hingegen sind Hechte, die üblicherweise in Deckung verharren und blitzschnell auf Beute vorstoßen, exemplarische Lauerjäger.
- Auch unter den Krebstieren gibt es Lauerjäger, so die Fangschreckenkrebse.
- Spinnentiere: Viele Jagdtechniken wurden von Spinnentieren entwickelt, auch verschiedene Lauerjagdmethoden: Falltürspinnen und Gliederspinnen lauern in ihrer Wohnröhre auf Berührungssignale ihrer Alarm- und Stolperfäden. Tapezierspinnen bauen einen meist gut getarnten Fangschlauch und lauern in ihrer Wohnröhre. Trichterspinnen lauern in einem mit Seide ausgekleideten Bodentrichter auf Beute. Krabbenspinnen oder Springspinnen verwenden keine gesponnenen Hilfsmittel bei ihrer Lauerjagd.
- Insekten: Juvenile Ameisenlöwen lauern in einem selbst gegrabenen Sandtrichter auf Beute wie Ameisen. Fangschrecken sind tagaktive Lauerjäger.
- Auch viele Käferschnecken sind Lauerjäger.